# Poecilopsis rufescens
Poecilopsis rufescens là một loài bướm đêm trong họ Geometridae.